# Họ Rắn rầm ri
Họ Rắn rầm ri (tên khoa học: Acrochordidae) là một họ rắn chỉ có một chi làAcrochordus. Đây là nhóm rắn nguyên thủy được tìm thấy trong khu vực Indonesia và Úc. Hiện họ này có 3 loài được công nhận. Tất cả đều sống thủy sinh. Những loài rắn này kiếm mồi bằng cách mai phục, nằm ở đáy nước, và đợi những con cá tới gần. Con trưởng thành dài từ 60 cm tới 2,43 m.

Acrochordus javanicus

## Các loài
- Acrochordus arafurae, McDowell, 1979): Rắn rầm ri Arafura, New Guinea và Bắc Úc.
- Acrochordus granulatus, (Schneider, 1799)): Rắn rầm ri cá, Ấn Độ, Sri Lanka, Myanmar, Quần đảo Andaman, Thái Lan, Campuchia, Việt Nam, Trung Quốc, Philippines, Malaysia, Papua New Guinea, Quần đảo Solomon, và vùng ven biển miền Bắc Úc.
- Acrochordus javanicus, Hornstedt, 1787): Rắn rầm ri cóc, Đông Nam Á từ Việt Nam, Campuchia và Thái Lan về phía nam qua Malaysia, Singapore và Indonesia (Sumatra, Java và Borneo).